# 2001 Einstein
2001 Einstein este un asteroid din centura principală.

## Descoperirea asteroidului
A fost descoperit la 5 martie 1973 de astronomul elvețian Paul Wild.

## Caracteristici
2001 Einstein prezintă o orbită caracterizată de o semiaxă majoră egală cu 1,9333318 u.a. și de o excentricitate de 0,0989857, înclinată cu 22,68983°, în raport cu ecliptica.

## Denumirea asteroidului
Asteroidul a fost dedicat fizicianului german, naturalizat american, Albert Einstein.